# Episodi di Wrecked (seconda stagione)
La seconda stagione della serie televisiva Wrecked, composta da 10 episodi, è stata trasmessa dal 20 giugno al 22 agosto 2016 dalla rete televisiva statunitense TBS.
In Italia, la stagione va in onda in prima visione assoluta dal 26 ottobre 2017 sul canale Joi di Mediaset Premium.
| nº | Titolo originale      | Titolo italiano         | Prima TV USA   | Prima TV Italia  |
| -- | --------------------- | ----------------------- | -------------- | ---------------- |
| 1  | Ransom                | Il barracuda            | 20 giugno 2017 | 26 ottobre 2017  |
| 2  | Poison                | Il negoziatore          | 20 giugno 2017 | 26 ottobre 2017  |
| 3  | Caiman                | Il caimano nero         | 27 giugno 2017 | 2 novembre 2017  |
| 4  | Tony Pepperoni        | Parto prematuro         | 11 luglio 2017 | 2 novembre 2017  |
| 5  | No One Rides for Free | Proposta indecente      | 18 luglio 2017 | 9 novembre 2017  |
| 6  | Sister Mercy          | Sorella misericordia    | 25 luglio 2017 | 9 novembre 2017  |
| 7  | Cruise-ifornication   | Onore di isola          | 1 agosto 2017  | 16 novembre 2017 |
| 8  | Speed                 | Un matrimonio esplosivo | 8 agosto 2017  | 16 novembre 2017 |
| 9  | The Setup             | Sabotaggio              | 15 agosto 2017 | 23 novembre 2017 |
| 10 | Nerd Speak            | L'ultima spiaggia       | 22 agosto 2017 | 23 novembre 2017 |